# Morris Pert
Morris David Brough Pert (Arbroath, 8 september 1947 – Balchrick, 27 april 2010) was een Schots componist, percussionist en pianist die actief was op het gebied van de hedendaagse, klassieke, en jazz-rockmuziek. 
Pert groeide op in Arbroath, waar hij in percussie-, folk- en rockbands speelde, en begon met componeren. Na het behalen van een Bachelor of Music aan de universiteit van Edinburgh studeerde hij in Londen aan de Royal Academy of Music bij Alan Bush en James Blades. Hij won er diverse prijzen, in het bijzonder voor zijn orkestwerk Xumbu-Ata.

## Composities
De composities van Pert omvatten drie symfonieën, pianomuziek, kamermuziek, solo instrumentale muziek, koormuziek en 'sonische landschappen' voor elektronische media. Een recent groot werk is Ankh voor Carnyx en elektronica. 

## Muzikale samenwerking
Pert werkte met de Japanse percussionist Stomu Yamashta en was lid van de ensembles Come to the Edge en Suntreader en later van de jazz-rock band Brand X. Voor Brand X componeerde hij drie nummers voor hun album Masques (1978). 
Als sessiemuzikant speelde Pert samen met vele muzikanten, onder wie Paul McCartney, Andrew Lloyd Webber, John Williams, Kate Bush, Mike Oldfield, Sally Oldfield, Peter Gabriel, Phil Collins en Elvis Costello.
- Bibliothèque nationale de France: cb13836141w (data)
- Gemeinsame Normdatei: 134482883
- International Standard Name Identifier: 0000 0001 1437 1230
- Library of Congress Control Number: n81078914
- MusicBrainz: d91cc38d-a8ef-4daa-a848-a8efd50bb9ca
- Virtual International Authority File: 5350227
- WorldCat: E39PBJkxPrVRpP7WHvjbmt3CwC